# Новое (Рыбинский район)
Но́вое — деревня Октябрьского сельского округа в Октябрьском сельском поселении Рыбинского района Ярославской области.
Деревня расположена на левом берегу реки Сечоры, левого притока Сонохты. Деревня находится в середине поля сельскохозяйственных угодий в окружении лесов. Единственная улица деревни ориентирована с запада на восток, перпендикулярно берегу реки. Выше по течению Сечоры, к югу на том же берегу стоит деревня Ламаница. Деревня связана просёлочной дорогой с расположенным к северу селом Панфилово. Просёлочная дорога в юго-западном направлении ведёт от деревни к реке Уткашь и стоящей на ней деревне Антоново, другая просёлочная дорога идёт по берегу Сечоры к деревне Ламаница. В восточном направлении за лесом стоит деревня Мартьяновское, но прямой дороги к ней нет .
Деревня указана как Новая на плане Генерального межевания Рыбинского уезда 1792 года.
На 1 января 2007 года в деревне не числилось постоянных жителей. Деревня обслуживается почтовым отделением посёлка Лом.